# The Stunners
The Stunners son un grupo femenino de pop estadounidenses, fundado por Vitamin C, que incluye a Tinashe Kachingwe, Hayley Kiyoko, Lauren Hudson, Allie Gonino y Marisol Esparza. Su primer sencillo promocional fue "Bubblegum", que contó con un video musical. Su sencillo debut fue "Dancin' Around the Truth", con la colaboracióm de New Boyz, el cual fue lanzado para la radio y descarga digital en junio de 2010.

## Carrera
Después de trabajar en sus carreras en solitario, el grupo fue orquestado durante una sesión de grabación con el cantante y el escritor / productor, Colleen "Vitamin C" Fitzpatrick. Seis meses después de su formación, el grupo firmó con Columbia Records. Hcieron su debut en la banda sonora de la primera temporada de iCarly, con la canción "Let's Hear It for the Boy", un cover de la canción de 1984 por Deniece Williams. Un sencillo, "Bubblegum", fue lanzado a iTunes el 3 de marzo de 2009 en Columbia Records y fue retirado cuando una chica se separó del grupo. Antes de su separación con Columbia Records , sin embargo, el miembro original Kelsey Sanders dejó el grupo debido a que deseaba seguir su carrera como actriz en vez de cantar, y fue reemplazada por Lauren Hudson. Luego lanzaron cinco canciones, en un EP promocional auto-titulado, en octubre de 2009. Sin embargo, luego fue retirado de las tiendas de música en línea para no competir con la nueva versión del sencillo "Dancin ' Around the Truth ". Interpretaban su música en los clubes de la zona de Los Ángeles, y fueron teloneros del My World Tour de Justin Bieber en el verano de 2010. Luego el grupo se separó.

## Canciones
Bubblegum (Sencillo promocional), Dancin' Around the Truth, We got it, Let's Hear for the Boy, Electri-city, Imagine Me Gone, Meltdown, Santa Bring my Soldier Home (Sencillo promocional), Spin the Bottle.

## Discografía
EP:
The Stunners. Lanzado en 2009 por Columbia Records

Álbumes de estudio:
(Desconocido)
Liberado : 2011
Sello: Universal Republic